# Sajóvámos
Sajóvámos sat din Borsod-Abaúj-Zemplén.

## Demografie
Componența etnică a satului Sajóvámos
     Maghiari (97,79%)
     Necunoscut (0,63%)
     Alții (1,59%)
Componența confesională a satului Sajóvámos
     Romano-catolici (39,16%)
     Reformați (27,84%)
     Greco-catolici (11,68%)
     Fără religie (4,16%)
     Necunoscută (16,52%)
     Alte religii (1,63%)
Conform recensământului din 2011, satul Sajóvámos avea 2.209 locuitori. Din punct de vedere etnic, majoritatea locuitorilor (97,79%) erau maghiari. Apartenența etnică nu este cunoscută în cazul a 0,63% din locuitori. Nu există o religie majoritară, locuitorii fiind romano-catolici (39,16%), reformați (27,84%), greco-catolici (11,68%) și persoane fără religie (4,16%). Pentru 16,52% din locuitori nu este cunoscută apartenența confesională.